# Трубки (фильм)
«Трубки» (чеш.: Dýmky) — чехословацкий фильм-киноальманах 1966 года режиссёра Войтеха Ясны, по рассказам советского писателя Ильи Эренбурга.
Фильм номинировался на «Золотую пальмовую ветвь» Каннского кинофестиваля 1966 года.

## Сюжет
Эпизод I
Джордж Рэнди, жалкий актер, вместе с женой Мэри неожиданно получает главные роли в одном из так называемых «больших фильмов». Он с гордостью покупает себе трубку. Но поскольку он преувеличивает в своей роли уже во время съемок, поэтому постоянно путает игру с реальностью, позже он действительно снимает свой фильм-второстепенный, который хочет приблизиться к своей жене. Последующее судебное разбирательство и его казнь на электрическом стуле Рэнди воспринимает спокойно, как съёмку фильма.
Эпизод II
Английский лорд Эдвард — страстный курильщик труб. Даже первую брачную ночь он проводит, куря свою новую дорогую трубку, мало интересуясь молодой женой. Он даже не возражал бы, если бы его молодая жена в подыскала себе для постели достойную замену. Но назначенный им на эту роль молодой лорд Улильям тоже больше увлечён курением трубки, поэтому леди ведет себя ужасно рядом с ним, зато присматривается к садовнику Джону…
Эпизод III
Когда ее муж ушел на войну, светловолосая жена альпийского фермера утешается итальянцем Марчелло, которому она, наконец, набивает оставшуюся дома длинную фарфоровую трубку мужа. На удивление, муж приезжает на побывку. Чтобы объяснить накуренную комнату, она — в то время как Марчелло убегает через окно — засовывает горящую трубку в рот вырезанной из дерева фигуре Губерт Льежскийсвятого Губерта и тот покрывает прелюбодеяние чудом: недоверчивый фермер убеждает себя, что святой действительно радостно пускает облака табачного дыма.

## В ролях
Первый эпизод:
- Вальтер Гиллер — Георг Рэнди
- Гитте Хеннинг — Мэри Рэнди
- Юрай Герц — Вильям Покер
- Вацлав Логниский — кинорежиссёр

Второй эпизод:
- Рихард Мюнх — лорд Эдвард
- Яна Брейхова — леди Мэри
- Вит Ольмер — лорд Уильям
- Ян Качер — Джон

Третий эпизод:
- Виви Бах — Эльза
- Вальдемар Матушка — Марчелло
- Герхард Ридманн — Курт

А также: Надя Тиллер, Владимир Меншик, Карел Эффа, Йозеф Глиномаз и другие.

## Литературная основа
По рассказам русского советского писателя Ильи Эренбурга из сборника «Тринадцать трубок», а именно (в порядке сюжетов): шестая новелла «Трубка киноактёра», пятая новелла «Трубка Лорда Грайтона», двенадцатая новелла «Трубка лесника Курта». Новеллы написаны в 1922—1923 годах и впервые вышли в 1924 году сборником в московском издательстве «Красная Новь».

## О фильме
Режиссёр Войтеха Ясны, когда его спросили, почему он решил экранизировать рассказы Эренбурга, ответил:

Прежде всего потому, что я сам курю трубки. А еще потому, что это не просто смешные истории об одном человеческом хобби — за их улыбкой стоят целые человеческие жизни. Ведь рассказы Эренбурга были навеяны классическим американским гротеском, и было небезынтересно попытаться вернуть их в сегодняшнее кино.
Сценаристом второго эпизода выступил чехословацкий писатель Адольф Хоффмайстер — большой любитель курительных трубок.
Фильм снят в сотрудничестве с Австрией, актёрский состав смешанный, помимо чешских представителей задействованы австрийские актеры (Рихард Мюнх, Герхард Ридман), западногерманские (Вальтер Гиллер) и датские (Гитте Хеннинг, Виви Бах).
Отмечается, что интересна формально различная концепция отдельных историй: первая задумана как «фильм в фильме» с чередованием чёрно-белого немого фильма с цветным широкоугольным, традиционно задумана вторая, в то время как третья — маленький музыкальный фильм (в главных ролях датская певица Виви Бах и чехословацкий певец Вальдемар Матушка).

## Критика
Условно поставленный развлекательный фильм с сомнительными шутками и грубыми эротическими сценами.— Lexikon des internationalen Films